# Jean-Marc Bory
Jean-Marc Bory (Noville, 17 marzo 1934 – Locmaria, 31 marzo 2001) è stato un attore e regista svizzero.

## Biografia
Nato nel Cantone di Vaud, nei pressi del Lago di Ginevra, Jean-Marc Bory studiò alla scuola di recitazione di Blanche Derval a Losanna, quindi si trasferì a Parigi per seguire i corsi teatrali di Maurice Escande. Dopo una serie di apparizioni di minor conto, ebbe il ruolo di Gauthier d'Aulnay nella pièce La Tour de Nesle, accanto a María Casarès e Serge Reggiani, quindi ottenne il ruolo di protagonista in una produzione dell'Amleto diretta nel 1954 dallo stesso Reggiani.
Nel 1955 fece il suo debutto cinematografico da protagonista nel ruolo di un giudice istruttore in Fascicolo nero, diretto da André Cayatte. Nell'autunno del 1956 tornò sul palcoscenico dove, fra le altre, apparve nella commedia di Peter Ustinov Giulietta e Romanoff. Tornò con successo al cinema nel 1958 con il ruolo di Bernard Dubois-Lambert nel film Gli amanti di Louis Malle, in cui ebbe come partner Jeanne Moreau. Negli anni successivi apparve in altri celebri film come La battaglia di Austerlitz (1960) di Abel Gance, nel ruolo del generale francese Nicolas Jean-de-Dieu Soult, Il riposo del guerriero (1962) di Roger Vadim, Ro.Go.Pa.G. (1963), in cui fu diretto da Jean-Luc Godard nell'episodio Il nuovo mondo.
Lavorò anche in Italia, dove fu diretto da celebri registi come Gianni Puccini in Il carro armato dell'8 settembre (1960), Pasquale Festa Campanile in Un tentativo sentimentale (1963), Luchino Visconti in Lo straniero (1967), Maurizio Ponzi in I visionari (1968) e Salvatore Samperi in Casta e pura (1981).
Nell'ultima parte della sua carriera si dedicò prevalentemente al palcoscenico e alla regia teatrale, tornando solo occasionalmente sui set cinematografici. Tra le sue ultime interpretazioni sul grande schermo, da ricordare quelle nei film Amour braque - Amore balordo (1985) di Andrzej Żuławski, Bernadette (1988) e Marie de Nazareth (1995), entrambi diretti da Jean Delannoy.

## Filmografia parziale

### Cinema
- Fascicolo nero (Le Dossier noir), regia di André Cayatte (1955)
- Gli amanti (Les Amants), regia di Louis Malle (1958)
- Lupi nell'abisso, regia di Silvio Amadio (1959)
- Alt! alla delinquenza (Les Loups dans la bergerie), regia di Hervé Bromberger (1960)
- La battaglia di Austerlitz (Austerlitz), regia di Abel Gance (1960)
- Il carro armato dell'8 settembre, regia di Gianni Puccini (1960)
- Le bugie nel mio letto (Adorable menteuse), regia di Michel Deville (1962)
- Il sepolcro d'acqua (Maléfices), regia di Henri Decoin (1962)
- Il riposo del guerriero (Le Repos du guerrier), regia di Roger Vadim (1962)
- Ro.Go.Pa.G., regia di Jean-Luc Godard, Pier Paolo Pasolini, Roberto Rossellini e Ugo Gregoretti (1963)
- Confetti al pepe (Dragées au poivre), regia di Jacques Baratier (1963)
- Un tentativo sentimentale, regia di Massimo Franciosa e Pasquale Festa Campanile (1963)
- Antologia sessuale (Vacances portugaises), regia di Pierre Kast (1963)
- Agli ordini del Führer e al servizio di Sua Maestà (Triple Cross), regia di Terence Young (1966)
- Lo straniero, regia di Luchino Visconti (1967)
- I visionari, regia di Maurizio Ponzi (1968)
- Una prostituta al servizio del pubblico e in regola con le leggi dello stato, regia di Italo Zingarelli (1971)
- Conto alla rovescia (Comptes à rebours), regia di Roger Pigaut (1971)
- Au rendez-vous de la mort joyeuse, regia di Juan Luis Buñuel (1973)
- L'arrivista (La Race des seigneurs), regia di Pierre Granier-Deferre (1974)
- Il giudice d'assalto (Le Juge Fayard dit « le Shériff »), regia di Yves Boisset (1977)
- Casta e pura, regia di Salvatore Samperi (1981)
- Amour braque - Amore balordo (L'Amour braque), regia di Andrzej Żuławski (1985)
- Bernadette, regia di Jean Delannoy (1988)
- Marie de Nazareth, regia di Jean Delannoy (1995)

### Televisione
- Cenerentola (Aschenputtel), regia di Karin Brandauer – film TV (1989)

## Doppiatori italiani
- Giancarlo Sbragia in Un tentativo sentimentale
- Giuseppe Rinaldi in La battaglia di Austerlitz
- Gianfranco Bellini in Lupi nell'abisso
- Cesare Barbetti in Ro.Go.Pa.G.
- Pino Locchi in Fascicolo nero